# Bury (Grande Manchester)

Bury é uma cidade do norte da Grande Manchester no Noroeste da Inglaterra. Situada entre Rochdale e Salford, a cidade é uma cidade-dormitório em um subúrbio ao norte de Manchester. Está a oeste da M66 motorway, e é o maior povoado do Borough Metropolitano de Bury e sua população é de 60.718 habitantes.